# Вільма Римшайте
Вільма Римшайте — народилась 24 лютого 1983 р. у місті Шяуляй, Литва. Вільма є велогонщиком, дворазова медалістка чемпіонатів світу.

### Кар'єра
Перший успіх у своїй кар'єрі Вільма Римшайте досягнула у 2009 році, коли дівчина завоювала бронзову медаль під час чемпіонату світу BMX в Аделаїді. Перше місце той час посіла Сара Вокер з Нової Зеландії, а друге місце дісталось французці Манон Валентіно.
На чемпіонаті світу в Пітермаріцбургу 2010 року, Вільма знову посіла третє місце. Її випередили колумбійка Маріана Пахон та чешка Романа Лабункова.
У 2011, Вільма взяла участь у Літній Універсіаді і посіла перше місце.
Рік пізніше, Римшайте взяла участь у Літніх Олімпійських іграх 2012, які проходили у Лондоні і зайняла 13 місце.